# Hans Sarpei
Hans Sarpei (Tema, 28. lipnja 1976.) bivši je ganski nogometaš.

## Klupska karijera
Igrao je za VfL Wolfsburg 6 sezona. U veljači 2004. je produžio ugovor do 30. lipnja 2007. U Wolfsburg je došao 2001. Odigrao je preko 130 utakmica. Wolsfburgov trener Klaus Augenthaler je krajem sezone 2006./07. odlučio da neće produžiti Sarpeijev ugovor.
18. svibnja 2007. je Sarpei otišao u Bayer iz Leverkusena kao slobodni igrač.

## Međunarodna karijera
Sarpei igra za Ganu. Sudjelovao je na SP-ima 2006. i 2010. godine. Bio je član ganskog sastava na Afričkim kupovima nacija 2006. i 2010. godine.

## Osobni život
Sarpei ima i njemačku putovnicu. S roditeljima se odselio iz Gane u Njemačku kad je bio dijete. Njegov stariji brat Edward je bivši igrač bundesligaša Kölna, a danas igra za klub BP Worringen.

## Uspjesi
- srebro na Afričkom kupu nacija 2010.
- bronca na Afričkom kupu nacija 2008.
- ulazak u zadnjih 16 na SP-u 2006.
- ulazak u četvrtfinale na SP-u 2010.

## Vanjske poveznice
- Sarpei's Personal website  Arhivirana inačica izvorne stranice od 27. svibnja 2007. (Wayback Machine) (nje.)
- SP 2006.  Arhivirana inačica izvorne stranice od 2. ožujka 2007. (Wayback Machine)
- Fussballdaten.de (nje.)